# Amanipodagrion gilliesi
Amanipodagrion gilliesi là một loài chuồn chuồn kim. Chi đơn loài của nó Amanipodagrion trước đây thuộc phân họ Argiolestinae của họ Megapodagrionidae. Theo kết quả của các nghiên cứu phát sinh loài phân tử của Dijkstra et al. vào năm 2013, chi Amanipodagrion hiện được coi là "incertae sedis", không thuộc một họ được chỉ định nào nhưng thuộc liên họ Calopterygoidea.
Loài này thường được gọi là chuồn chuồn kim cánh phẳng Amani. Nó có phần bụng mảnh mai màu sẫm với đầu trắng, con đực có dải cánh sẫm màu. Loài côn trùng này là loài đặc hữu của một con suối dài 500 m trong Khu bảo tồn rừng Amani-Sigi ở phía đông Dãy núi Usambara ở Tanzania. Do diện tích chiếm đóng nhỏ và rừng núi trong khu vực tiếp tục bị tàn phá, Liên minh Bảo tồn Thiên nhiên Quốc tế đã đánh giá tình trạng bảo tồn của loài này là "cực kỳ nguy cấp".

## Mô tả
Chuồn chuồn kim cánh phẳng Amani có phần bụng dài và cực kỳ mảnh mai, có màu sẫm với đầu nhọn màu trắng dễ thấy. Cánh của nó hẹp hơn rõ rệt ở gốc so với ở đầu, và con đực có một dải màu nâu rộng gần với đầu cánh của chúng.

## Phạm vi phân bố
Nó là loài đặc hữu của Rừng Amani Sigi thuộc dãy núi đông Usambara ở Tanzania. Quần thể chuồn chuồn kim cánh phẳng Amani dường như chủ yếu giới hạn trong một con suối dài 500 mét trong Khu bảo tồn rừng Amani-Sigi, mặc dù một con đực duy nhất đã được tìm thấy bên ngoài khu bảo tồn này.

## Môi trường sống
Con trưởng thành sinh sống dọc theo các con suối trong vắt, chảy xiết được che phủ bởi thảm thực vật tán kín. Môi trường sống tự nhiên của nó là rừng ẩm nhiệt đới hoặc cận nhiệt đới và sông ngòi.

## Mối đe dọa
Amanipodagrion gilliesi hiện đang là loài cực kỳ nguy cấp do môi trường sống của nó bị phá hủy và suy thoái. Khu rừng ở độ cao thấp trên khắp Đông Phi gần như đã bị phá hủy hoàn toàn, chủ yếu là để chuyển đổi sang đất nông nghiệp. Một vài khu rừng còn lại của dãy núi đông Usambara, nơi loài này được tìm thấy đang chịu áp lực đáng kể. Phân quần thể sinh sống chính của loài chuồn chuồn kim này sống tương đối an toàn trong Khu bảo tồn rừng Amani-Sigi, bất kỳ phân quần thể nào khác trong vùng lân cận đều đã bị tuyệt chủng hoặc có thể trên bờ vực tuyệt chủng do sự xâm lấn của con người, nạn phá rừng và ô nhiễm nguồn nước. Ngoài ra, quần thể được bảo vệ dẫn đến sự tồn tại tương đối bấp bênh, ước tính chỉ có khoảng 250 cá thể trưởng thành.

## Bảo tồn
Dòng suối xung quanh nơi mà quần thể còn sóng sót đang sống được bảo vệ trong khu bảo tồn rừng ở Khu bảo tồn Đông Usambara, và do đó tương đối an toàn khỏi mọi nguy hiểm. Bất kỳ thay đổi nào đối với dòng suối này có thể dẫn đến sự tuyệt chủng của Amanipodagrion gilliesi. Người ta đã chủ trương rằng cần phải có một cuộc khảo sát rộng rãi trên toàn bộ khu vực để xác định vị trí các quần thể còn lại. Loài này rất gần như sẽ bị tuyệt chủng. Chuồn chuồn ngô và chuồn chuồn kim không thể sinh tồn tốt trong điều kiện nuôi nhốt.